# 周忠革
周忠革（1967年2月15日—），中国前跳高运动员、田径教练，他的个人最好成绩是于1990年创下的2.33米（7英尺7.5英寸）。他是1990年亚洲运动会金牌和1998年亚洲运动会银牌的得主，也是1998年亚洲田径锦标赛的冠军。
作为四度全国冠军，他代表本国参加了1991年世界田径锦标赛及代表亚洲参加了1998年国际田联世界杯。他从赛场退役后进入教练业，帮助张树峰取得洲际奖牌。

## 生涯
他生于北京，去市区的朝阳区上学，于1986年崛起成为全国高中跳高冠军。23岁时，他在中国田径锦标赛上赢得第一个全国冠军，创下人生最佳纪录和2.33米的冠军纪录，打破了刘云鹏的纪录。这使他被选中参加在他的家乡北京举办的1990年亚洲运动会， 并跳出2.26米（7英尺4.75英寸）夺得金牌，赢得了同胞刘云鹏和日本人吉田孝久的挑战。因前两届冠军都由朱建华获得，此胜使得中国在这一项目中取得三连冠。
周忠革在1991年世界田径锦标赛上首次亮相全球赛事，与徐扬都入选。两位选手在资格赛跳出2.20米（7英尺2.5英寸），未能晋级。在1991年之后，他数年没有参加高水平赛事，仅有的出色表现是在1993年中华人民共和国全国运动会上落后于徐扬和毕宏勇，列第三名。
他在1998赛季回归正常状态。他得到生涯第二个全国冠军，以2.28米（7英尺5.75英寸）的成绩称雄赛场。7月，他战胜韩国人李镇宅和马来西亚人Loo Kum Zee，赢得1998年亚洲田径锦标赛金牌，重夺亚洲顶尖跳高运动员的地位。他取得胜利的成绩2.30米（7英尺6.5英寸）也是生涯最好的成绩之一，也是锦标赛自朱建华于1983年夺冠后的最好成绩。他试图在当年的1998年亚洲运动会上夺取当年第二个洲际冠军，但在决赛中他跳出2.23米（7英尺3.75英寸），未能击败李镇宅，于是取得银牌。 在他当年的最后一场国际赛事中，他代表亚洲参加1998年国际田联世界杯，获得第五名。
1998年之后，他的成功仅限于国内水平了。2000年和2001年他两获全国冠军，使得他的职业生涯总计有四个全国冠军。他在2001年中华人民共和国全国运动会上在平局回溯计算法则下以微弱劣势错失金牌，在所有奖牌得主都跳出2.24米（7英尺4英寸）的情况下获得第二名。在他2002年最后的赛季，他在海得拉巴取得全球赛季最佳成绩2.22米（7英尺3.25英寸）。
从跳高运动退役后，他进入跳高教练业。他第一批的弟子中有张树峰。张树峰的成绩已停滞在2.20米（7英尺2.5英寸）上下。周忠革对他进行集中爆发跳跃力和在起跳阶段降低高运动员的重心的训练工作，将他的跳高成绩提升到2.30米（7英尺6.5英寸）。结果，张树峰在2005年亚洲田径锦标赛上夺得铜牌，在全国运动会上两次夺冠。

## 国内冠军
- 中国田径锦标赛
  - 跳高：1990年、1998年、2000年、2001年[1]

## 国际竞赛
| 年   | 賽事       | 舉辦城市       | 名次            | 項目 | 記錄   |
| ---- | ---------- | -------------- | --------------- | ---- | ------ |
| 1990 | 亚洲运动会 | 中国北京       | 第1名           | 跳高 | 2.26 m |
| 1991 | 世界锦标赛 | 日本东京       | 第15名 (资格赛) | 跳高 | 2.20 m |
| 1998 | 亚洲锦标赛 | 日本福冈       | 第1名           | 跳高 | 2.30 m |
| 1998 | 世界杯     | 南非约翰内斯堡 | 第5名           | 跳高 | 2.15 m |
| 1998 | 亚洲运动会 | 泰国曼谷       | 第2名           | 跳高 | 2.23 m |

## 外部連結
- 周忠革在World Athletics（英语）